# ハワイパールオープン
ハワイパールオープンは1979年から2013年まで行われていたゴルフトーナメントの一つである。

## 概要・歴史
1979年にアメリカ合衆国ハワイ州オアフ島アイエアにあるパールカントリークラブでスタート。
本田技研工業創始者であり最高顧問の地位にあった本田宗一郎が設立した本田開発興業が、縁あってパールCCを経営するにあたり、何よりも大切にした理念は「地元への貢献」であった。本田は社長に指名した尾形次雄に「地域密着でやれ。地元の人たちに喜ばれるコースにしろ。儲けは従業員が食える程度にそこそこでいい」という指示を最初に出し、1976年、尾形は「地元の人に喜ばれるコース」という本田の言葉に従い、パールCCをパブリックコースとして開場。地元のゴルフをよく知っている有力者10名でコミッティを組織し、どのように運営すべきかを協議したところ、白人5名、日系人5名から成るコミッティから出たのが「地域密着のコースを作る」「ハワイのゴルファーを育てる」という基本方針であった。その具体的な方法をあれこれと模索した末、日本のプロとハワイのゴルファーの親睦を兼ねたゴルフ場主催のトーナメントをやろうということになったのがきっかけであった。
本田が初めてパールCCを視察に訪れた時、明媚な風光とは裏腹に、コースは芝もまばらで、あちこちにハワイ特有の赤土が剥き出しになって荒れ放題であった。本田はまだ買収もしていないのにもかかわらず、つい「あそこを直せ。ここもこうしろ」と改造の指示を矢継ぎ早に出し、尾形に「まだ買ったわけではありません」とたしなめられたという逸話が残っている。未完成なゴルフ場を目の当たりにして、本田のモノ造り一筋に生きてきた血が騒ぎ、パールCCを再建。
ハワイにはハワイアンオープンという立派なトーナメントがすでにあったが、PGAツアーのイベントであるため、その競技に参加することは難しく、ハワイのゴルファーにとって、ハワイアンオープンは観るものであっても、参加するものではなかった。その頃、ハワイ出身の力士・高見山大五郎の大相撲での活躍が、ハワイの人々を一喜一憂させていたのと同様に、ゴルフの世界でも皆で応援できる選手の出現が待たれていた。
尾形は、当時、アマチュアながらハワイで最強のゴルファーと目されていたアレン・ヤマモトを日本のトーナメントへ送り込み、そして同時にパールCCでのトーナメント開催への準備もヤマモトに依頼。ヤマモトは、短期間ではあったが、日本プロ野球のチームに在籍していたことがあり、日本のスポーツ界に人脈を持っていた。その伝を頼って、鷹巣南雄、河野高明・光隆兄弟、関水利晃などのプロゴルファー達にも参加を呼びかけ、1979年2月に第1回パールオープンが開催の運びとなった。
同年の第1回は「パールカントリークラブインターナショナル」、1980年の第2回から1985年の第7回は「パールカントリークラブオープン」の名称で開催され、1986年の第8回から現在の名称となった。ハワイで最も権威あるトーナメントとして定着したが、第1回大会から一貫してスタイルを変更せず、地元を中心とした企業が1社1000ドルから4000ドルを出して大会を支え、運営は本田技研の子会社・本田開発興業のスタッフとボランティアが持ち回りで行った。冠スポンサーは最後まで無かった。最初から有力選手が集まったわけではなく、日本のベテランプロに若手を連れてくるように頼んでいた。さらにはハワイアンオープンのマンデートーナメントを誘致し、パールオープン最終日の翌日にパールCCでマンデーが行われるようにした。日本からはるばるやって来てパールオープンに出場する魅力を増やすべく、予選落ちしてもハワイアンオープンのマンデーに挑戦できるようにした。パールオープンの和やかな雰囲気は口コミで広がり、毎年着実に出場選手は増え続け、いつしか日本とハワイの架け橋として大きな意味を持つ試合となった。ハワイと日本の人々に「私たちのマスターズ」「みんなのトーナメント」として愛され、地元のゴルファー達の登竜門的大会としても良く知られており、デビッド・イシイ、ミシェル・ウィーやタッド・フジカワらのハワイの若手ゴルファーが華々しく活躍。日本からは横峯さくら、石川遼、池田勇太などが登場して好成績を収めたが、2013年に財政的な理由で35年の歴史に幕を閉じた。

## 歴代優勝者
- 1979年 - 鷹巣南雄
- 1980年 - デビッド・イシイ
- 1981年 - 安達典夫
- 1982年 - デビッド・イシイ
- 1983年 - デビッド・イシイ
- 1984年 - 鷹巣南雄
- 1985年 - クリス・サンタンジェロ
- 1986年 - 大町昭義
- 1987年 - グレゴリー・マイヤー
- 1988年 - グレゴリー・マイヤー
- 1989年 - デビッド・イシイ
- 1990年 - デビッド・イシイ
- 1991年 - デビッド・イシイ
- 1992年 - ダミアン・ジャミラ
- 1993年 - ランス・スズキ
- 1994年 - ケビン・ハヤシ
- 1995年 - ランス・スズキ
- 1996年 - 横田真一
- 1997年 - 室田淳
- 1998年 - 宮本勝昌
- 1999年 - ジェフ・クック
- 2000年 - ケビン・ハヤシ
- 2001年 - 田中秀道
- 2002年 - 室田淳
- 2003年 - グレゴリー・マイヤー
- 2004年 - グレゴリー・マイヤー
- 2005年 - ウィル・ヤナギサワ
- 2006年 - 丸山智弘
- 2007年 - タッド・フジカワ
- 2008年 - 矢野東
- 2009年 - ジェシー・ミューラー
- 2010年 - 谷昭範
- 2011年 - ジョン・エルス
- 2012年 - パク・ジュンウォン
- 2013年 - パク・ジュンウォン